# Exassula
Exassula es un género de foraminífero bentónico considerado un sinónimo posterior de Lagynis de la familia Lagynidae, del suborden Allogromiina y del orden Allogromiida. Su especie tipo era Lagynis baltica. Su rango cronoestratigráfico abarcaba el Holoceno.

## Discusión
Exassula fue propuesto como un subgénero de Difflugia, es decir, Difflugia (Exassula).

## Clasificación
Exassula incluía a la siguiente especie:
- Exassula baltica